# 原始腹足類
原始腹足目（學名：Archeogastropoda，亦作），又名始腹足目:178、古腹足目（Archaeogastropoda）:XI,394或双心耳目，原為軟體動物門前鳃亚纲的一個目，包括笠螺科、青螺科、马蹄螺科、蜑螺科等海洋物種，現時已棄用。

## 生物學
原始腹足目生物主要是植物食性，一般有兩個鰓及包括有兩個心房的心臟，所以舊稱雙心耳目（Diotocardia）。

## 生命週期
物種以體外受精方式繁殖，兩性把卵子及精子直接於水裡發放。與其他腹足綱物種相比，本目物種較為原始。
胚胎發育分成多個階段：首先是浮游性的擔輪幼體，後來發展成面盤幼體，直到成年為止。

## 分類學
原始腹足目這個分類是基於生物學家约翰尼斯·提艾利（Johannes Thiele）在1925年發表的分類方案。這個方案並不是基於系统发生学，而是基於物種在各群組間的親和性比較。由於近年（1997年及2005年）發表的兩個基於支序分類學的新分類方案的發表，引發綱內各成員的重新組合。而原始腹足目亦被確定為並系群，不能成為支序分類學之下的分類單位。
在1997年的分類，原來的原始腹足目物種大多被分到以下各個分類：
- 真腹足亚纲 Eogastropoda
  - 笠形腹足目 Patellogastropoda
- 直腹足亚纲 Orthogastropoda
  - 古腹足总目 Vetigastropoda Salvini-Plawen, 1989
  - 蜑形总目 Neritaemorphi Koken, 1896（包括真珠蜑螺目 Neritopsina Cox & Knight, 1960）

## 原來分類
以下為本分類較早期的成員：
- 神螺總科 Bellerophontacea McCoy, 1851[3]:XI,394
- 翁戎螺超科 Pleurotomariacea Swainson, 1840：本總科的成員現時均已獨立成為各自的一個總科。
  - 翁戎螺科 Pleurotomariidae
    - Bayerotrochus Harasewych, 2002
    - Entemnotrochus Fischer, 1885
    - † Mamoeatomaria Begg & Grant-Mackie, 2006[6]
    - Mikadotrochus Lindholm, 1927
    - † Obornella Cox, 1959
    - Perotrochus Fischer, 1885
    - † Pleurotomaria Sowerby, 1821
    - † Trochotoma Eudes-Deslongchamps, 1842

- - 鮑螺科 Haliotidae
  - Family Scissurellidae：黃祈雄 (2013)沒此分類。
- 裂螺總科 Fissurelloidea Fleming, 1822：又名透孔螺總科[7]
  - 裂螺科 Fissurellidae[8]：又名透孔螺科[7]
- 钟螺总科 Trochacea Rafinesque, 1815[9]
  - 棘冠螺科 Angariidae：又名海豚螺科
  - 丽口螺科 Calliostomatidae
  - 圆孔螺科 Cyclostrematidae
  - 篷螺科  Skeneidae
  - 口螺科 Stomatellidae
  - 雉螺科 Phasianellidae：有錯譯作稚螺科[7]
  - 鐘螺科 Trochidae：又名马蹄螺科
  - 蠑螺科 Turbinidae
  - 星螺科

另外，下列各分類元在黃祈雄 (2013)被列為獨立於原始腹足目的分類：
- 梁舌目
  - 笠螺超科（Patellacea）
    - 笠螺科 Patellidae
    - 青螺科 Acmaeidae[10]
    - 无鳃笠螺科 Lepetidae[11]：黃祈雄 (2013)沒此分類。
- 蜑形目
  - 蜑螺超科 Neritacea
    - 蜑螺科 Neritidae
    - 珍珠蜑螺科
    - 樹螺科 Helicinidae：黃祈雄 (2013)沒此分類。
    - 近水螺科 Hydrocenidae[4]：黃祈雄 (2013)沒此分類。
- 深海笠螺目
  - 深海笠螺超科
    - 深海笠螺科

## 參看
- 單心耳目

## 外部連結
- Sasaki, T. . Bulletin (Tokyo). 1998, (38)  [2013-08-20]. （原始内容存档于2009-02-27）.